# Dragon Ball: Advanced Adventure
Dragon Ball: Advanced Adventure (ドラゴンボール アドバンスアドベンチャー?, Doragon Bōru Adobansu Adobenchā) è un videogioco picchiaduro sviluppato da Dimps e pubblicato nel 2004 da Banpresto per Game Boy Advance. Basato sui primi capitoli del manga Dragon Ball, è stato distribuito in Occidente aggiungendo maggiori riferimenti all'anime omonimo, sebbene le sigle di coda e di testa siano state rimpiazzate in fase di localizzazione.

## Modalità di gioco
Il personaggio giocante è Goku che, attraverso 20 livelli di gioco, deve raccogliere le sette sfere del drago. In Dragon Ball: Advanced Adventure è presente una modalità multigiocatore.